# Tuna
Tuna este o arie protejată (arie specială de conservare — SAC, sit de importanță comunitară — SCI) din Suedia întinsă pe o suprafață de 3,4 ha, integral pe uscat.

## Localizare
Centrul sitului Tuna este situat la coordonatele 59°04′09″N 16°56′33″E / 59.0693°N 16.9424°E.

## Înființare
Situl Tuna a fost declarat sit de importanță comunitară în ianuarie 1997 pentru a proteja 1 specie de animale. Situl a fost protejat și ca arie specială de conservare în martie 2011.

## Biodiversitate
Situată în ecoregiunea boreală, aria protejată nu include niciun habitat protejat.
La baza desemnării sitului se află o specie protejată de  nevertebrate: Osmoderma eremita.